# Endelave Kirke
Endelave Kirke er en gotisk kirke fra 1400-tallet i Endelave Sogn på øen af samme navn, i Horsens Kommune. Den er ombygget flere gange, bl.a. i 1707 og senest i 1931, hvor tårnet blev tilføjet.
Kirkens kor og kirkeskib er opført af marksten på en syld (fundament) af store kampesten. Dørfløjen er en fladbuet teglmuret døråbning fra kirkens oprindelsestid. Døren fra omkring 1550 består af tre egeplanker, som er beslået på ydersiden med jernbånd.

## Inventar
Kirkens sengotiske prædikestol er fra o. 1575, og i 1590 kom en altertavle, hvis ramme er bevaret, mens billederne er udskiftede.
Døbefonten stammer fra oprindelsestiden, men blev i 1931 hugget op i overfladen, og årstallet 1931 indhugget.
Orglet er bygget 1967 af Th. Frobenius & Sønner, Kgs. Lyngby.

## Eksterne kilder og henvisninger
- Sogneportalen Arkiveret 2. december 2010 hos  Wayback Machine
- Endelave Kirke Arkiveret 19. september 2015 hos  Wayback Machine hos KortTilKirken.dk
- Endelave Kirke hos danmarkskirker.natmus.dk (Danmarks Kirker, Nationalmuseet)

- Wikimedia Commons har flere filer relateret til Endelave Kirke